# Майское (Краснопольский район)
Майское (укр. Майське) — посёлок,
Мезеновский сельский совет,
Краснопольский район,
Сумская область,
Украина.
Код КОАТУУ — 5922382902. Население по переписи 2001 года составляло 90 человек .

## Географическое положение
Посёлок Майское находится на расстоянии в 1 км от левого берега реки Пожня,
выше по течению на расстоянии в 3 км расположено село Лесное,
ниже по течению на расстоянии в 3,5 км расположено село Мезеновка.

## Экономика
- Молочно-товарная ферма.